# Raphaële Volkoff
 (novembre 2023).
Si vous disposez d'ouvrages ou d'articles de référence ou si vous connaissez des sites web de qualité traitant du thème abordé ici, merci de compléter l'article en donnant les références utiles à sa vérifiabilité et en les liant à la section « Notes et références ».
Raphaële Volkoff est une comédienne de théâtre et une actrice de série télévisée française.
Elle est également chanteuse (mezzo soprano) de comédies musicales.

## Biographie

### Jeunesse et famille
Elle est la fille du chercheur et statisticien en ergonomie du travail Serge Volkoff.
Passionnée de théâtre, elle commence à faire du théâtre à l'âge de 5 ans en prenant des cours de Commedia dell'arte[réf. nécessaire].

### Carrière
Elle fait ses débuts de comédienne en 2011, à l'âge de 17 ans dans Ah oui ça alors ! de Valentina Fago. Elle y tient le rôle de Mme VanWindegem. Puis se consacre à ses études. Adolescente, elle donne des cours d'art dramatique au Burkina Faso au sein d'une association humanitaire. À la suite de cette expérience, elle décide de démarrer des études de théâtre[réf. nécessaire].
Elle entre alors, en 2013, au cours d'art dramatique Eva Saint-Paul dans le 20e arrondissement de Paris.
À partir de 2014, elle commence à jouer des rôles dans deux comédies musicales, Chicago de Bob Fosse et Fred Ebb, et une adaptation pour le théâtre du film Moulin rouge, de Baz Luhrmann. Les pièces seront jouées à quelques reprises, principalement au Théâtre de Ménilmontant, à Paris.
En 2016, elle débute sa première tournée théâtrale avec un rôle dans La Surprise de Pierre Sauvil. Elle joue avec Gérald Dahan et Rebecca Hampton. La pièce est mise en scène par Jean Pierre Dravel et Olivier Macé.
En 2016 toujours, elle tient le rôle principal d'une création originale, Louve, de Florence Lavie.
En 2017, elle joue le rôle de Jeanne dans la pièce Edmond d'Alexis Michalik, au Théâtre du Palais Royal à Paris.
En 2017 toujours, elle joue dans La Deutsche courtisane de Zoé Philippot.
À partir de janvier 2020, elle commence à jouer dans la série Demain nous appartient, le rôle de la serveuse du Spoon puis dans la section scientifique et informatique du commissariat de Sète, Roxane Thiemen / Aurélie Doumergue.
En 2021, elle joue dans la série Camping Paradis, dans l'épisode La Fierté de mon père.

## Filmographie

### Télévision
- depuis 2020 : Demain nous appartient : Roxane Thiemen/Aurélie Doumergue
- 2021 : Camping Paradis (La fierté de mon père) : Emma
- 2024 : Simon Coleman (Le millésime) : Manon Chassagne

## Théâtre

### Pièces de théâtre

#### Au Théâtre du Palais Royal à Paris
- 2017-2018 : Edmond d'Alexis Michalik : rôle de Jeanne d'Alcy

#### Au Théâtre des Béliers à Avignon
- 2022 : Les Grenouilles du Baïkal écrite par elle-même

#### En tournée
- En 2016, elle débute sa première tournée théâtrale avec un rôle dans La Surprise de Pierre Sauvil. Elle joue avec Gérald Dahan et Rebecca Hampton. La pièce est mise en scène par Jean Pierre Dravel et Olivier Macé.

#### Au Théâtre de Ménilmontant à Paris
- 2014 : Léonie est en avance de Georges Feydeau, mise en scène par elle même et Fanny Bilissary : rôle de Clémence
- 2011 : Ah oui ça alors là, mise en scène par Valentina Fago : rôle de Mme VanWindegem

### Comédies musicales

#### Au Théâtre de Ménilmontant à Paris
- 2016 : Louve, écriture et mise en scène par Florence Lavie, chorégraphiee de Florence Lavie, musique de Cyril Giroux, paroles d'Éric Chantelauze et Florent Arnoult : rôle de Louve
- 2014 : Au théâtre du Moulin rouge, adaptation du film Le Moulin rouge de Baz Lumann, mise en scène par Eva Saint-Paul, chorégraphie de Florence Lavie, chant Cyril Giroux : rôle de la Fée verte
- 2014 : Chicago de Bob Fosse et Fred Ebb, mise en scène par Eva Saint-Paul, au Théâtre de Ménilmontant, chorégraphie de Florence Lavie, chant Cyril Giroux : rôle de Marie Sunshine

### Mise en scène

#### Au Théâtre de Ménilmontant à Paris
- 2016 : My Fair Lady, adaptation : rôle d'Elisa